# Cdrdao
cdrdao ist ein freies Brennprogramm mit Schreibfunktion für das Erstellen von CD-ROMs. Die Software wurde unter der GPL veröffentlicht. cdrdao brennt Musik- oder Daten-CD-Rs im DAO-Verfahren. Dieses basiert auf einer textlichen Beschreibung des CD-Inhaltes (TOC, Table of contents). Das Programm läuft von der Kommandozeile und hat keine grafische Benutzeroberfläche.
cdrdao ist eine plattformunabhängige Software und ist daher auf den meisten Betriebssystemen, wie z. B. FreeBSD, IRIX, Linux, Solaris, HP-UX, Windows, OS/2, UnixWare und macOS lauffähig.
cdrdao unterstützt externen Laufwerke – welche z. B. über USB oder FireWire angeschlossen sind – sobald im Betriebssystem ein SCSI-Device dafür vorhanden ist – Beispiel: "/dev/sr0"
Exact Audio Copy, ein fortgeschrittenes Programmpaket für das sichere Rippen von (Musik-)CDs, kann optional mit den cdrdao-Schreibroutinen heruntergeladen werden und cdrdao zum Brennen von Audio-CDs nutzen. Auch die Software Burrrn benutzt cdrdao in der eingebauten Brennfunktion.